# Cactus acanthophlegmus
Cactus acanthophlegmus là một loài thực vật có hoa trong họ Cactaceae. Loài này được (Lehm.) Kuntze mô tả khoa học đầu tiên năm 1891.